# I-divisioona 2012
La I-divisioona 2012 è la 30ª edizione del campionato di football americano di secondo livello, organizzato dalla SAJL.

## Squadre partecipanti
| Club               | Città    | Stadio | Sponsor ufficiale | Risultato nella stagione 2011 |
| ------------------ | -------- | ------ | ----------------- | ----------------------------- |
| East City Giants   | Helsinki |        |                   |                               |
| Helsinki 69ers     | Helsinki |        |                   |                               |
| Kouvola Indians    | Kouvola  |        |                   |                               |
| Nokia Ghosthunters | Nokia    |        |                   |                               |
| Pori Bears         | Pori     |        |                   |                               |
| Sipoo Bulldogs     | Sipoo    |        |                   |                               |

## Stagione regolare

### Calendario

#### 1ª giornata
| Nokia 19 maggio 2012, ore 15:00 | Nokia Ghosthunters | 13 – 21 referto | Pori Bears | Keskusurheilukenttä |

| Helsinki 19 maggio 2012, ore 14:00 | East City Giants | 10 – 20 (7-7 0-0 3-6 0-7) referto | Sipoo Bulldogs | Velodromo di Helsinki (139 spett.) |

#### 2ª giornata
| Helsinki 26 maggio 2012, ore 16:00 | East City Giants | 0 – 99 (14-0 27-6 12-0 6-0) referto | Helsinki 69ers | Velodromo di Helsinki (80 spett.)\| Arbitro: \| M. Immonen \| |
| Arbitro:                           | M. Immonen       |                                     |                |                                                               |

| Nokia 26 maggio 2012, ore 16:00 | Nokia Ghosthunters | 56 – 0 (10-0 20-0 12-0 14-0) referto | Sipoo Bulldogs | Keskusurheilukenttä (200 spett.) |

| Pori 27 maggio 2012, ore 16:00 | Pori Bears  | 20 – 6 (0-0 2-0 6-0 12-6) referto | Kouvola Indians | Porin urheilukeskus (148 spett.)\| Arbitro: \| A. Lipsanen \| |
| Arbitro:                       | A. Lipsanen |                                   |                 |                                                               |

#### 3ª giornata
| Helsinki 2 giugno 2012, ore 16:00 | Helsinki 69ers | 24 – 29 (8-14 8-0 8-15 0-0) referto | Nokia Ghosthunters | Velodromo di Helsinki (59 spett.)\| Arbitro: \| R. Noronen \| |
| Arbitro:                          | R. Noronen     |                                     |                    |                                                               |

| Pori 3 giugno 2012, ore 16:00 | Pori Bears  | 26 – 7 (0-0 6-7 12-0 8-0) referto | Sipoo Bulldogs | Porin urheilukeskus (50 spett.)\| Arbitro: \| A. Lipsanen \| |
| Arbitro:                      | A. Lipsanen |                                   |                |                                                              |

| Kuusankoski 3 giugno 2012, ore 17:00 | Kouvola Indians | 48 – 0 (21-0 14-0 13-0 0-0) referto | East City Giants | Kuusankosken Urheilupuisto (186 spett.)\| Arbitro: \| J. Korpela \| |
| Arbitro:                             | J. Korpela      |                                     |                  |                                                                     |

#### 4ª giornata
| Helsinki 9 giugno 2012, ore 16:00 | Helsinki 69ers | 15 – 0 (0-0 15-0 0-0 0-0) referto | Sipoo Bulldogs | Velodromo di Helsinki (52 spett.) |

| Pori 9 giugno 2012, ore 16:00 | Pori Bears  | 81 – 6 (20-0 21-0 27-6 13-0) referto | East City Giants | Porin urheilukeskus (110 spett.)\| Arbitro: \| A. Lipsanen \| |
| Arbitro:                      | A. Lipsanen |                                      |                  |                                                               |

| Nokia 10 giugno 2012, ore 16:00 | Nokia Ghosthunters | 28 – 12 (0-6 7-0 0-6 21-0) referto | Kouvola Indians | Keskusurheilukenttä (200 spett.) |

#### 5ª giornata
| Kuusankoski 16 giugno 2012, ore 17:00 | Kouvola Indians | 40 – 21 (13-14 0-7 6-0 21-0) referto | Sipoo Bulldogs | Kuusankosken Urheilupuisto\| Arbitro: \| M. Enonkoski \| |
| Arbitro:                              | M. Enonkoski    |                                      |                |                                                          |

| Helsinki 16 giugno 2012, ore 17:00 | Helsinki 69ers | 24 – 36 (0-7 18-15 0-6 6-8) referto | Pori Bears | Velodromo di Helsinki (56 spett.)\| Arbitro: \| J. Riihijarvi \| |
| Arbitro:                           | J. Riihijarvi  |                                     |            |                                                                  |

| Nokia 17 giugno 2012, ore 15:00 | Nokia Ghosthunters | 74 – 0 (20-0 34-0 6-0 14-0) referto | East City Giants | Keskusurheilukenttä (100 spett.) |

#### 6ª giornata
| Helsinki 30 giugno 2012, ore 16:00 | Helsinki 69ers | 26 – 27 (d.t.s.) (0-0 6-0 6-6 8-14 6-7) referto | Kouvola Indians | Velodromo di Helsinki (58 spett.)\| Arbitro: \| T. Parkkali \| |
| Arbitro:                           | T. Parkkali    |                                                 |                 |                                                                |

| Pori 30 giugno 2012, ore 16:00 | Pori Bears | 0 – 3 (0-3 0-0 0-0 0-0) referto | Nokia Ghosthunters | Porin urheilukeskus (20 spett.)\| Arbitro: \| T. Jansen \| |
| Arbitro:                       | T. Jansen  |                                 |                    |                                                            |

| Sipoo 1º luglio 2012, ore 16:00 | Sipoo Bulldogs | 42 – 6 (0-0 7-0 28-0 7-6) referto | East City Giants | Söderkullan urheilukenttä (56 spett.)\| Arbitro: \| A. Anttila \| |
| Arbitro:                        | A. Anttila     |                                   |                  |                                                                   |

#### 7ª giornata
| Helsinki 7 luglio 2012, ore 16:00 | Helsinki 69ers | 84 – 0 (21-0 7-0 28-0 28-0) referto | East City Giants | Velodromo di Helsinki (58 spett.) |

| Sipoo 7 luglio 2012, ore 16:00 | Sipoo Bulldogs | 28 – 42 (7-7 7-14 7-7 7-14) referto | Nokia Ghosthunters | Söderkullan urheilukenttä (33 spett.)\| Arbitro: \| K. Parkkali \| |
| Arbitro:                       | K. Parkkali    |                                     |                    |                                                                    |

| Kuusankoski 7 luglio 2012, ore 17:00 | Kouvola Indians | 7 – 49 (7-7 0-14 0-14 0-14) referto | Pori Bears | Kuusankosken Urheilupuisto (187 spett.)\| Arbitro: \| J. Korpela \| |
| Arbitro:                             | J. Korpela      |                                     |            |                                                                     |

#### 8ª giornata e Anticipi 1
| Sipoo 14 luglio 2012, ore 16:00 | Sipoo Bulldogs | 21 – 59 (7-7 7-13 7-22 0-17) referto | Pori Bears | Söderkullan urheilukenttä (16 spett.)\| Arbitro: \| M. Immonen \| |
| Arbitro:                        | M. Immonen     |                                      |            |                                                                   |

| Kuusankoski 15 luglio 2012, ore 17:00 | Kouvola Indians | 20 – 48 (7-12 0-7 0-0 13-29) referto | Helsinki 69ers | Kuusankosken Urheilupuisto\| Arbitro: \| J. Korpela \| |
| Arbitro:                              | J. Korpela      |                                      |                |                                                        |

#### 9ª giornata
| Nokia 21 luglio 2012, ore 16:00 | Nokia Ghosthunters | 3 – 35 (0-0 3-21 0-6 0-8) referto | Helsinki 69ers | Keskusurheilukenttä (300 spett.) |

| Helsinki 21 luglio 2012, ore 16:15 | East City Giants | 0 – 75 (0-27 0-14 0-34 0-0) referto | Kouvola Indians | Velodromo di Helsinki (87 spett.)\| Arbitro: \| M. Makarainen \| |
| Arbitro:                           | M. Makarainen    |                                     |                 |                                                                  |

#### 10ª giornata
| Sipoo 28 luglio 2012, ore 16:00 | Sipoo Bulldogs | 0 – 57 (0-13 0-16 0-21 0-7) referto | Helsinki 69ers | Söderkullan urheilukenttä (25 spett.)\| Arbitro: \| V. Lamminsalo \| |
| Arbitro:                        | V. Lamminsalo  |                                     |                |                                                                      |

| Kuusankoski 28 luglio 2012, ore 17:00 | Kouvola Indians | 24 – 21 (0-0 7-7 7-7 10-7) referto | Nokia Ghosthunters | Kuusankosken Urheilupuisto (174 spett.)\| Arbitro: \| M. Immonen \| |
| Arbitro:                              | M. Immonen      |                                    |                    |                                                                     |

| Helsinki 29 luglio 2012, ore 17:00 | East City Giants | 0 – 42 (0-14 0-8 0-14 0-6) referto | Pori Bears | Velodromo di Helsinki (67 spett.) |

#### 11ª giornata
| Sipoo 4 agosto 2012, ore 16:00 | Sipoo Bulldogs | 7 – 52 (0-13 7-26 0-0 0-13) referto | Kouvola Indians | Söderkullan urheilukenttä (32 spett.)\| Arbitro: \| M. Enonkoski \| |
| Arbitro:                       | M. Enonkoski   |                                     |                 |                                                                     |

| Helsinki 4 agosto 2012, ore 16:00 | East City Giants | 12 – 53 (0-20 6-13 0-14 6-6) referto | Nokia Ghosthunters | Velodromo di Helsinki (44 spett.) |

| Pori 5 agosto 2012, ore 16:00 | Pori Bears | 13 – 32 (0-0 13-20 0-0 0-12) referto | Helsinki 69ers | Porin urheilukeskus (150 spett.) |

### Classifica
La classifica della regular season è la seguente:
- PCT = percentuale di vittorie, G = partite giocate, V = partite vinte,  P = partite perse, PF = punti fatti, PS = punti subiti

| Pos. | Squadra            | PCT  | G  | V | N | P  | PF  | PS  |
| ---- | ------------------ | ---- | -- | - | - | -- | --- | --- |
| 1    | Pori Bears         | .800 | 10 | 8 | 0 | 2  | 347 | 119 |
| 2    | Helsinki 69ers     | .700 | 10 | 7 | 0 | 3  | 444 | 128 |
| 3    | Nokia Ghosthunters | .700 | 10 | 7 | 0 | 3  | 322 | 156 |
| 4    | Kouvola Indians    | .600 | 10 | 6 | 0 | 4  | 311 | 220 |
| 5    | Sipoo Bulldogs     | .200 | 10 | 2 | 0 | 8  | 146 | 355 |
| 6    | East City Giants   | .000 | 10 | 0 | 0 | 10 | 34  | 618 |

## Playoff

### Tabellone
|  | Semifinali | Semifinali         | Semifinali |                |    | XXVIII Spagettimalja | XXVIII Spagettimalja | XXVIII Spagettimalja |  |
|  |            |                    |            |                |    |                      |                      |                      |  |
|  | 1          | Pori Bears         | 20         |                |    |                      |                      |                      |  |
|  | 1          | Pori Bears         | 20         |                |    |                      |                      |                      |  |
|  | 4          | Kouvola Indians    | 22         |                |    |                      |                      |                      |  |
|  | 4          | Kouvola Indians    | 22         |                | 4  | Kouvola Indians      | 10                   |                      |  |
|  |            |                    |            |                | 4  | Kouvola Indians      | 10                   |                      |  |
|  |            |                    | 2          | Helsinki 69ers | 43 |                      |                      |                      |  |
|  | 2          | Helsinki 69ers     | 2          | Helsinki 69ers | 43 | 28                   |                      |                      |  |
|  | 2          | Helsinki 69ers     |            |                |    |                      |                      |                      |  |
|  | 3          | Nokia Ghosthunters | 23         |                |    |                      |                      |                      |  |

### Semifinali
| Pori 11 agosto 2012, ore 16:00 | Pori Bears | 20 – 22 (d.t.s.) | Kouvola Indians | Porin urheilukeskus |

| Helsinki 11 agosto 2012, ore 17:00 | Helsinki 69ers | 28 – 23 (0-13 14-3 14-7 0-0) referto | Nokia Ghosthunters | Velodromo di Helsinki (330 spett.)\| Arbitro: \| R. Noronen \| |
| Arbitro:                           | R. Noronen     |                                      |                    |                                                                |

### XXVIII Spagettimalja
| Helsinki 18 agosto 2012, ore 18:00 | Helsinki 69ers | 43 – 10 (0-0 13-3 23-0 7-7) referto | Kouvola Indians | Velodromo di Helsinki (373 spett.)\| Arbitro: \| V. Lamminsalo \| |
| Arbitro:                           | V. Lamminsalo  |                                     |                 |                                                                   |

## Verdetti
- Helsinki 69ers Vincitori dello Spagettimalja 2012

## Marcatori
Mancano:
- i punti addizionali dell'incontro Ghosthunters-Bears della 1ª giornata
- un punto dell'incontro Ghosthunters-Bulldogs della 2ª giornata
- le statistiche della semifinale Bears-Indians.

| Giocatore     | Sq.                | TD rush | TD recv | TD int | TD p.ret | TD k.ret | TD oth | Xp1  | Xp2 | FG  | Saf | Totale |
| ------------- | ------------------ | ------- | ------- | ------ | -------- | -------- | ------ | ---- | --- | --- | --- | ------ |
| A. McCrea     | Helsinki 69ers     | 16+3    | 0       | 0      | 0        | 2        | 0      | 0    | 5   | 0   | 0   | 136    |
| M. Floyd      | Helsinki 69ers     | 14+1    | 1       | 2+1    | 0        | 0        | 0      | 0    | 2+1 | 0   | 0   | 120    |
| C. Anttila    | Nokia Ghosthunters | 14      | 2+1     | 0      | 0        | 0        | 0      | 0    | 0   | 0   | 0   | 102    |
| T. Sandhu     | Pori Bears         | 0       | 14      | 0      | 0        | 0        | 0      | 0    | 2   | 0   | 0   | 88     |
| J. Lautamatti | Kouvola Indians    | 7       | 5+1     | 1      | 0        | 0        | 0      | 0    | 0   | 0   | 0   | 84     |
| D. Avant      | Helsinki 69ers     | 4       | 5+1     | 1+1    | 0        | 1        | 0      | 0    | 1   | 0   | 0   | 80     |
| T. Holopainen | Pori Bears         | 0       | 6       | 2      | 1        | 0        | 0      | 6    | 1   | 0   | 0   | 62     |
| V. Roitto     | Sipoo Bulldogs     | 0       | 5       | 0      | 1        | 0        | 0      | 20   | 0   | 0   | 0   | 56     |
| J. Heinisalo  | Kouvola Indians    | 0       | 6       | 0      | 0        | 0        | 0      | 12+1 | 0   | 0+1 | 0   | 52     |
| A. Dahlman    | Helsinki 69ers     | 3       | 0       | 0      | 0        | 0        | 0      | 29+2 | 1   | 0   | 0   | 51     |
| M. Kivero     | Pori Bears         | 8       | 0       | 0      | 0        | 0        | 0      | 0    | 0   | 0   | 0   | 48     |
| J. Thomas     | Helsinki 69ers     | 2+2     | 3       | 0      | 0        | 0        | 0      | 0    | 2   | 0   | 0   | 46     |
| L. Cox        | Kouvola Indians    | 6       | 1       | 0      | 0        | 0        | 0      | 0    | 0   | 0   | 0   | 42     |
| K. Luode      | Nokia Ghosthunters | 0       | 2       | 0      | 0        | 0        | 0      | 13+2 | 0   | 2+1 | 0   | 39     |
| 3 giocatori   | 30                 |         |         |        |          |          |        |      |     |     |     |        |
| H. Ayala      | Pori Bears         | 3       | 0       | 0      | 0        | 0        | 1      | 1    | 1   | 0   | 0   | 27     |
| 5 giocatori   | 24                 |         |         |        |          |          |        |      |     |     |     |        |
| H. Kauhanen   | Kouvola Indians    | 0       | 3       | 0      | 0        | 0        | 0      | 4    | 0   | 0   | 0   | 22     |
| H. Tauro      | Helsinki 69ers     | 0       | 3       | 0      | 0        | 0        | 0      | 0    | 1   | 0   | 0   | 20     |
| 6 giocatori   | 18                 |         |         |        |          |          |        |      |     |     |     |        |
| O. Valin      | Pori Bears         | 0       | 0       | 0      | 0        | 0        | 0      | 15   | 0   | 0   | 0   | 15     |
| 3 giocatori   | 14                 |         |         |        |          |          |        |      |     |     |     |        |
| 4 giocatori   | 12                 |         |         |        |          |          |        |      |     |     |     |        |
| 2 giocatori   | 10                 |         |         |        |          |          |        |      |     |     |     |        |
| 3 giocatori   | 8                  |         |         |        |          |          |        |      |     |     |     |        |
| V Leppämäki   | Nokia Ghosthunters | 0       | 0       | 0      | 0        | 0        | 0      | 4    | 0   | 1   | 0   | 7      |
| 20 giocatori  | 6                  |         |         |        |          |          |        |      |     |     |     |        |
| 2 giocatori   | 4                  |         |         |        |          |          |        |      |     |     |     |        |
| 8 giocatori   | 2                  |         |         |        |          |          |        |      |     |     |     |        |

- Miglior marcatore della stagione regolare: A. McCrea ( Helsinki 69ers), 118
- Miglior marcatore dei playoff: A. McCrea ( Helsinki 69ers), 18
- Miglior marcatore della stagione: A. McCrea ( Helsinki 69ers), 136

## Passer rating
Mancano le statistiche della semifinale Bears-Indians.
La classifica tiene in considerazione soltanto i quarterback con almeno 10 lanci effettuati.
| Giocatore     | Sq.                | G   | Att    | Comp  | Int | Yds     | TD   | NFL    | NCAA   |
| ------------- | ------------------ | --- | ------ | ----- | --- | ------- | ---- | ------ | ------ |
| T. Kakko      | Nokia Ghosthunters | 2   | 11     | 7     | 1   | 126     | 2    | 104,55 | 201,67 |
| P. Kurenniemi | Nokia Ghosthunters | 1   | 10     | 4     | 0   | 69      | 3    | 103,75 | 196,96 |
| J. Thomas     | Helsinki 69ers     | 9+2 | 98+19  | 62+14 | 4+0 | 835+271 | 8+2  | 109,85 | 165,73 |
| H. Ayala      | Pori Bears         | 9   | 213    | 113   | 11  | 1942    | 25   | 101,89 | 158,04 |
| #18           | Pori Bears         | 1   | 22     | 11    | 1   | 178     | 3    | 98,11  | 153,87 |
| Carpelan      | Kouvola Indians    | 1+1 | 5+10   | 2+7   | 0+1 | 18+101  | 0+1  | 79,58  | 135,31 |
| H. Kauhanen   | Kouvola Indians    | 4   | 28     | 16    | 1   | 215     | 1    | 78,72  | 126,29 |
| L. Siitonen   | Nokia Ghosthunters | 8+1 | 143+38 | 69+23 | 6+1 | 895+188 | 13+1 | 79,04  | 118,88 |
| A. McCrea     | Helsinki 69ers     | 9   | 54     | 19    | 6   | 394     | 7    | 61,81  | 117,03 |
| N. Gauthier   | Kouvola Indians    | 6   | 230    | 122   | 11  | 1327    | 13   | 69,24  | 110,59 |
| R. Gottula    | Sipoo Bulldogs     | 10  | 233    | 97    | 6   | 1372    | 11   | 66,32  | 101,52 |
| N. Bredbacka  | East City Giants   | 9   | 142    | 69    | 4   | 506     | 2    | 50,38  | 77,54  |
| J. Lautamatti | Kouvola Indians    | 3+1 | 56+16  | 31+6  | 4+2 | 523+33  | 9+0  | 81,94  | 73,61  |
| P. Salovalta  | East City Giants   | 5   | 148    | 63    | 12  | 646     | 2    | 26,46  | 67,48  |

- Miglior QB della stagione regolare: T. Kakko ( Nokia Ghosthunters), 201,67
- Miglior QB dei playoff: J. Thomas ( Helsinki 69ers), 228,23
- Miglior QB della stagione: T. Kakko ( Nokia Ghosthunters), 201,67